# Murillo el Fruto
Murillo el Fruto es una villa y un municipio español de la Comunidad Foral de Navarra, situado en la Merindad de Olite, en la comarca de la Ribera Arga-Aragón y a 68 km de la capital de la comunidad, Pamplona. Su población en 2024 fue de 664 habitantes (INE).

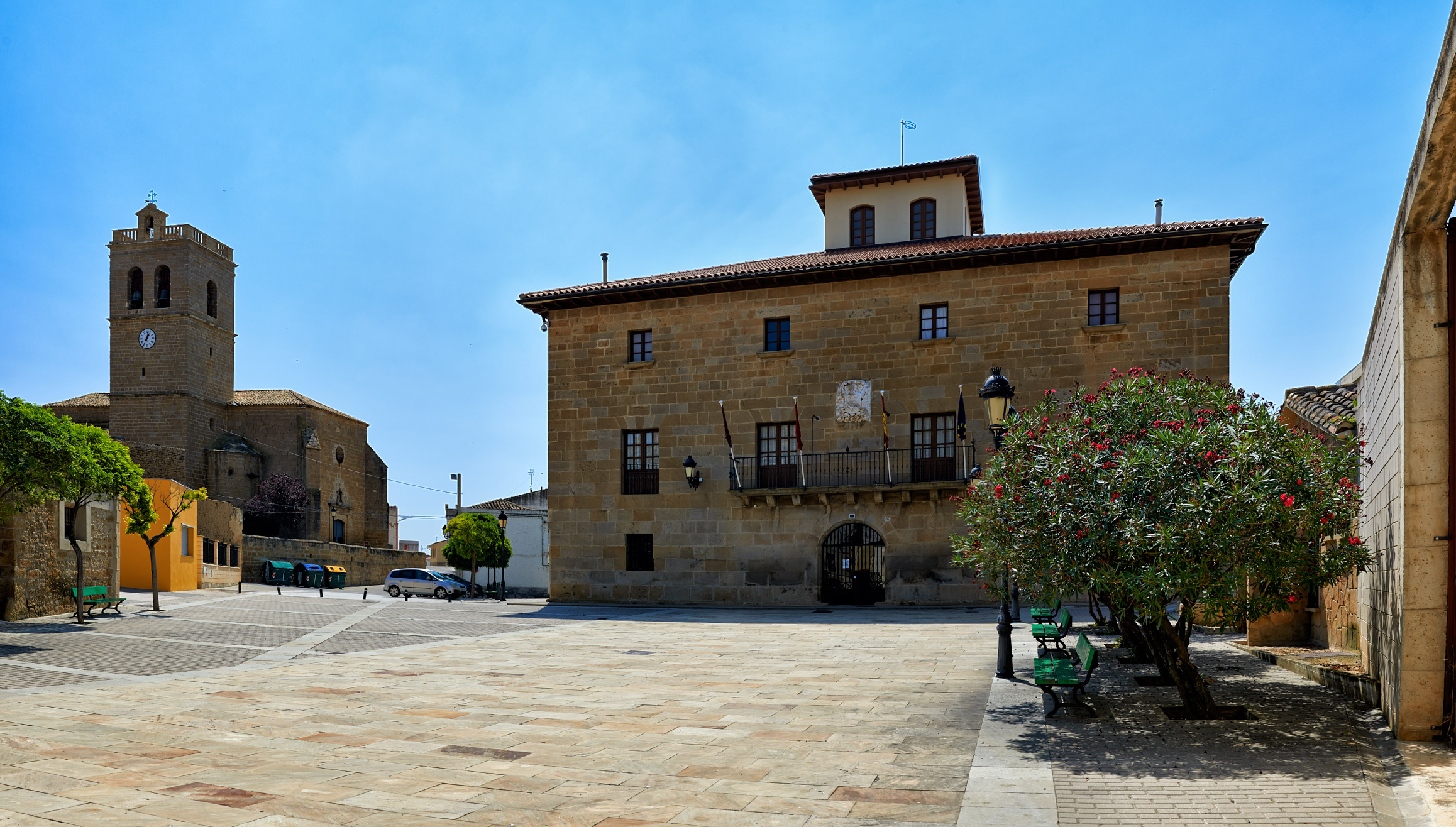
Casa Grande e iglesia de Santa María

Es la localidad natal de Raimundo Lanas, considerado el mejor jotero de todos los tiempos. En 2008 se ha celebrado el centenario de su nacimiento con numerosos homenajes a la familia y con un hermanamiento con Fuendejalón, la localidad en la que murió.

## Toponimia
La palabra Murillo deriva del término latino para murellum, relacionado con muralla, que evoluciona hacia el actual Murillo. Por otro lado, el sobrenombre Fruto (para nada relacionado fructus, fruto) derivaría, según Menéndez Pidal, del término latino de fractum, roto o destruido, con que en el siglo XI-XII se documenta con ligeras variantes como Morelo freto (1099) o Murello freyto (1149) en una evolución propia del navarro-aragonés que, a diferencia del castellano, habría ido pasando de freto (1099) a freyto (1149, 1204), frito (1237), fruyto (1366) y finalmente fruto como desde 1532 se viene usando más regularmente.
Así pues el lugar fue reconstruido: el castillo, una importante fortaleza del siglo IX, se habría levantado sobre las ruinas de una fortaleza anterior ubicada sobre una colina al norte de la villa, que se mantuvo en pie hasta que, en 1516, fuera derruida junto a otras fortalezas navarras por mandato del cardenal Cisneros con la finalidad de mantener la reciente Conquista de Navarra. Quedan algunos restos de los muros y del torreón.
Finalmente, es incorrecta la fórmula de Murillo del Fruto, a veces empleada en documentos de los siglos XVIII y XIX.

## Historia

### Época prehistórica y antigua
Como resultado de sendas prospecciones arqueológicas realizadas en 1992 y en 2008, el mapa de yacimientos relaciona 69 lugares con diferentes cronologías, desde el Neolítico hasta época contemporánea. Las principales ocupaciones de la zona, dentro de la época prehistórica, se habrían dado desde la Edad del Bronce evolucionando, ya en la Edad del Hierro, a un modelo más asentado y urbanizado, basado en un régimen agrícola compaginado con el desarrollo de la metalurgia y de la cerámica.
Se tiene constancia de dos poblados celtibéricos: El Castillar (de finales de la Edad del Hierro) y Villar-Lagazpia (500-200 a. C.).
Murillo el Fruto, a pocos kilómetros de la Ciudad romana de Cara, habría conocido una romanización temprana, desde el 194 a. C. en que se tiene noticia de su presencia en las Bardenas Reales. Además de Cara, en Carcastillo, al otro lado del río Aragón, abundan los vestigios romanos (un miliario y una estela), al igual que en Pitillas, Mélida, Ujué, Gallipienzo, Eslava (Santa Criz), etc. Dentro del término se han localizado tres villas romanas de época republicana (siglo I a. C.).

### Época medieval: visigodos y musulmanes
Aunque dentro de las incursiones contra los vascones emprendidas por los regentes visigodos habrían atravesado estas tierras, no queda constancia de su establecimiento o, siquiera, de una continuidad sobre el legado romano previo. Sin embargo, es citada por las crónicas árabes dentro de la campaña del emir Muhamad I (860) y de nuevo, posteriormente, durante la persecución de Ramiro Garcés tras el encuentro en las cercanías de Estercuel (975). También pudiera estar en este lugar, o en el vecino Carcastillo, la fortaleza de al-Qastil (el castillo), situada a orillas del río Aragón y mencionado en el 924 como uno de los lugares saqueados y destruidos durante la campaña de Abd al-Rahman III emprendida contra todo este territorio actualmente navarro.

### Época medieval: reconquista cristiana
Como se recoge en la Gran enciclopedia de Navarra, «se menciona ya con ocasión de las hostilidades entre cristianos y musulmanes que preludiaron en el siglo IX la formación del reino de Pamplona. No es fiable la noticia de la concesión a sus repobladores del fuero de Medinaceli por el rey Pedro I (1102).»

## Demografía
Murillo el Fruto cuenta con una población de 664 habitantes (INE 2024).
| Gráfica de evolución demográfica de Murillo el Fruto entre 1842 y 2021                                              |
| |
| Población de derecho según los censos de población del INE Población de hecho según los censos de población del INE |

## Administración y políticaa
| Periodo   | Nombre                       | Partido | Partido                                  |
| --------- | ---------------------------- | ------- | ---------------------------------------- |
| 1979-1983 | Jesús Lanas Napal            |         | Partido Socialista de Navarra (PSN-PSOE) |
| 1983-1991 | Juan Manuel Alfaro Fernández |         | Alianza Popular (AP)                     |
| 1991-1999 | Miguel Angel Ugalde Gonzalez |         | Partido Socialista de Navarra (PSN-PSOE) |
| 1999-2011 | Javier Gárriz Gabari         |         | Unión del Pueblo Navarro (UPN)           |
| 2011-2015 | Javier Gárriz Gabari         |         | Unión del Pueblo Murillo (UPM)           |
| 2015-2019 | Juan Carlos Gabari Sanz      |         | Agrupación Independiente Murillo (AIM)   |
| 2019-2023 | María Aránzazu Murillo Tanco |         | Agrupación Independiente Murillo (AIM)   |
| 2023-act. | Diego Palacios Bescos        |         | Adelante Murillo (AM)                    |

| Partido político                       | 2023  | 2023  | 2023       | 2019  | 2019  | 2019       | 2015  | 2015  | 2015       | 2011  | 2011  | 2011       | 2007  | 2007  | 2007       |
| Partido político                       | %     | Votos | Concejales | %     | Votos | Concejales | %     | Votos | Concejales | %     | Votos | Concejales | %     | Votos | Concejales |
| Adelante Murillo (AM)                  | 66,93 | 253   | 5          | —     | —     | —          | —     | —     | —          | —     | —     | —          | —     | —     | —          |
| Partido Cannábico Luz Verde (PC-LV)    | 32,01 | 121   | 2          | —     | —     | —          | —     | —     | —          | —     | —     | —          | —     | —     | —          |
| Agrupación Independiente Murillo (AIM) | —     | —     | —          | 55,87 | 219   | 4          | 51,93 | 229   | 4          | 40,97 | 195   | 3          | 43,71 | 226   | 3          |
| Navarra Suma (NA+)                     | —     | —     | —          | 42,35 | 166   | 3          | —     | —     | —          | —     | —     | —          | —     | —     | —          |
| Unión del Pueblo Navarro (UPN)         | —     | —     | —          | —     | —     | —          | 44,44 | 196   | 3          | —     | —     | —          | 54,55 | 282   | 4          |
| Unión del Pueblo Murillo (UPM)         | —     | —     | —          | —     | —     | —          | —     | —     | —          | 56,51 | 269   | 4          | —     | —     | —          |

## Monumentos
La iglesia de Santa María es un edificio renacentista del siglo XVI que se levantó sobre otro edificio del siglo XIII, del que quedan restos en la capilla sobre la que se alza la torre. Destaca el gran lienzo manierista de San Miguel y la sillería barroca procedente del monasterio de La Oliva.
Edificio interesante es también la llamada "Casa Grande", que alberga la escuela y el ayuntamiento.
Entre las construcciones civiles, acomodadas al cerco del castillo, hay interesantes ejemplares de los siglos XVI, XVII y XVIII, algunas blasonadas y palaciegas.

## Cultura

### Fiestas
Murillo el Fruto celebra sus fiestas durante la última semana de agosto más exactamente en 2014 empezarán el martes 26, y las fiestas patronales en honor a Santa Úrsula (21 de octubre) la tercera semana de octubre.

## Murilleses destacados
- Raimundo Lanas
- Satur Napal Lecumberri